# Raigla
Raigla är en ort i Estland. Den ligger i Räpina kommun och landskapet Põlvamaa, i den sydöstra delen av landet, 220 km sydost om huvudstaden Tallinn. Raigla ligger 36 meter över havet och antalet invånare är 160. Den ligger vid sjön Peipus.
Terrängen runt Raigla är mycket platt. Runt Raigla är det glesbefolkat, med 10 invånare per kvadratkilometer. Närmaste större samhälle är Räpina, 3,1 km väster om Raigla. Omgivningarna runt Raigla är en mosaik av jordbruksmark och naturlig växtlighet.